# Stanisław Rudnicki (prawnik)
Stanisław Rudnicki (ur. 20 listopada 1926 w Piastowie, zm. 15 lutego 2012 w Warszawie) – polski prawnik, sędzia i adwokat, pierwszy po przemianach demokratycznych prezes Sądu Najwyższego kierujący Izbą Cywilną (1990–1996).

## Życiorys
W 1951 ukończył studia prawnicze na Uniwersytecie Jagiellońskim. Od 1950 był aplikantem sądowym w ramach Sądu Okręgowego w Cieszynie. Rok później został sędzią Sądu Powiatowego dla miasta Katowice, a 31 grudnia 1953 powołano go na urząd sędziego Sądu Wojewódzkiego w Katowicach. W 1963 uzyskał delegację do Sądu Najwyższego, w następnym roku rozpoczął orzekanie w Sądzie Wojewódzkim dla m.st. Warszawy. W latach 1965–1970 pracował w departamencie ustawodawczym Ministerstwa Sprawiedliwości, powrócił następnie do orzekania w poprzednim sądzie, a w 1971 przeszedł na kolejną delegację do Biura Orzecznictwa Sądu Najwyższego.
W maju 1972 uchwałą Rady Państwa został powołany na stanowisko sędziego Sądu Najwyższego. W 1980 zaangażował się w działalność „Solidarności”, przewodnicząc komisji zakładowej związku. Po wprowadzeniu stanu wojennego nie zgodził się na podpisanie deklaracji „o przestrzeganiu praw obowiązujących w PRL”, co skutkowało odwołaniem go w styczniu 1982 z urzędu sędziego.
Do 1990 Stanisław Rudnicki praktykował w Grójcu jako adwokat w ramach Izby Adwokackiej w Radomiu. Po przemianach ustrojowych został ponownie powołany na sędziego Sądu Najwyższego, obejmując w czerwcu 1990 stanowisko prezesa Sądu Najwyższego kierującego Izbą Cywilną, które zajmował do listopada 1996, kiedy to przeszedł w stan spoczynku. Od maja do września 1995, w związku z zaangażowaniem się Adama Strzembosza w kampanię prezydencką, pełnił czasowo obowiązki urlopowanego pierwszego prezesa Sądu Najwyższego.
Po przejściu w stan spoczynku przez dziesięć lat zasiadał w Komisji Kodyfikacyjnej Prawa Cywilnego. Stanisław Rudnicki specjalizował się w prawie cywilnym, w szczególności w prawie rzeczowym, był współautorem ustawy o księgach wieczystych i hipotece. Był autorem i współautorem licznych publikacji naukowych, m.in. wielokrotnie wznawianych komentarzy – do części ogólnej kodeksu cywilnego (wraz z sędzią Stanisławem Dmowskim), do prawa rzeczowego oraz do ustawy o księgach wieczystych i hipotece.

## Odznaczenia
- Krzyż Komandorski Orderu Odrodzenia Polski (1996)[2]
- Wielki Krzyż Orderu Zasługi Republiki Federalnej Niemiec (1996)
- Krzyż Kawalerski Orderu Odrodzenia Polski (1980)
- Złoty Krzyż Zasługi (1974)